# Stefano Csák, bano di Severin
Stefano Csák (in ungherese Csák nembeli István; tra 1200 e 1210 – dopo il 1269) fu un nobile ungherese e comandante militare vissuto nel XIII secolo.
Confidente di re Béla IV d'Ungheria sin dagli anni in cui era erede al trono, egli condusse l'esercito magiaro alla vittoria contro i serbi, i quali invasero il ducato di Macsó nel 1268.

## Biografia

### Origini
Stefano discendeva da un ramo non ben ricostruito della potente e ricca famiglia degli Csák ed era il figlio di un certo Csák, il quale fu un confidente del duca Béla tra 1220 e 1230, prima di agire in veste di ispán del comitato di Sopron dal 1235 al 1240, dopo l'ascesa al trono ungherese di Béla IV. Stefano ebbe cinque fratelli, tra cui Gug (II). Il nonno di Stefano, Gug (I), fu il primo membro noto del ramo.
Intorno al 1228, Stefano sposò una nipote non identificata dell'influente nobile Pat Győr. Aveva una sorella (di cui il nome resta avvolto nel mistero) andata in sposa a Paolo Geregye più o meno nello stesso periodo. In base alla prassi del cosiddetto quarto della dote (in ungherese leánynegyed), alla moglie fu concesso il feudo di Rahóca nel comitato di Baranya ai Győr e ceduta a Stefano a titolo di dote. La coppia ebbe un figlio, Emerico, il quale funse da ispán del comitato di Somogy tra il 1272 e il 1273.

### Politica
In base ai servizi resi a corte dal padre al seguito del duca Béla e alle posizioni politiche dei parenti della moglie (Pat Győr e Paolo Geregye), è altamente plausibile che Stefano crebbe alla corte ducale fin dall'infanzia. Béla si oppose fermamente alla politica di suo padre Andrea II fin da qualche tempo dopo il 1220. Quando Béla e i suoi sostenitori assunsero il controllo del consiglio reale, Stefano fu nominato mastro coppiere nel 1231, ricoprendo tale carica fino al 1232. In seguito, ricoprì il ruolo di ispán del comitato di Bihar tra il 1233 e il 1235, quando il territorio apparteneva al regno del duca Béla. Poco prima della morte del malato Andrea II, il duca Béla aveva di fatto ripreso il controllo del paese all'inizio del 1235. Stefano ricoprì nuovamente la carica di mastro coppiere. Dopo che Béla IV salì al trono ungherese nel settembre 1235, Stefano fu sostituito da Baldovino Rátót.
Stefano comincia a venire definito dalle fonti medievali bano di Severin (o Szörény) nel gennaio 1243, mentre ispán di Csanád nell'ottobre del 1257. Un parente di sua moglie, Corrado Győr, intentò una controversia ai danni dei suoi cugini di secondo grado, moglie di Paolo Geregye e Stefano Csák, contestando la legittimità dei feudi di Ilsva e Rahóca nel comitato di Baranya, rispettivamente. Nel settembre del 1258, Béla IV respinse le accuse di Corrado, sostenendo che alle due donne erano stati concessi i suddetti possedimenti tramite il quarto delle figlie, in occasione del loro matrimonio, circa trent'anni prima. Stefano, nominato bano legittimo, rappresentò gli interessi della moglie durante la causa.
Durante il conflitto emergente tra Béla IV e suo figlio ed erede del duca Stefano, all'indomani del 1260, Stefano Csák sostenne fermamente l'anziano monarca. Divenuto inoltre un confidente della regina Maria Lascaris di Nicea, fu a capo della corte reale dal 1264 almeno fino al 1269, benché sia plausibile avesse preservato la dignità fino alla morte della regina Maria e all'ascesa al trono ungherese di Stefano V nel 1270. Oltre a ciò, Stefano funse altresì da ispán del comitato di Vas tra il 1264 e il 1266, poi ispán del comitato di Pozsony dal 1267 fino al 1269 (o 1270). Non è noto se Stefano Csák avesse partecipato alla guerra civile del 1264–1265 tra Béla IV e suo figlio, conclusasi con la vittoria del duca Stefano. Stando allo storico Attila Zsoldos, Stefano Csák fu uno dei nobili prodigatosi affinché fosse combattuta un'altra guerra contro il duca Stefano, ma i servitori reali mobilitati a Strigonio si rifiutarono di partecipare nel 1267. Stefano funse da arbitro nel processo tra Hahold Hahót e la stirpe di Gyüre nel 1265.
Nella primavera del 1268, il re di Serbia Stefano Uroš I invase il ducato di Macsó, la provincia meridionale del regno d'Ungheria, approfittando del conflitto interno tra Béla IV e Stefano. Il duca Béla di Macsó chiese aiuto al nonno e Béla IV spedì delle armate comandate da Stefano Csák, le quali marciarono verso meridione per liberare la provincia. I combattimenti portarono alla decisiva vittoria degli ungheresi: re Stefano Uroš I in persona fu catturato dall'esercito di Csák insieme agli stendardi serbi. Benché il comando delle truppe fosse stato affidato a Stefano in quell'occasione, uno statuto della regina Elisabetta la Cumana del 1271 afferma che l'esercito fosse comandato da Maria Lascaris di Nicea in persona. Stefano inviò il suo famiglio Nicola, figlio di Marco, del comitato di Szepes per informare la coppia reale della vittoria. Anche l'altro suo famiglio, Emerico Nádasd, si unì alla guerra. Grazie al suo ruolo preminente nella guerra di Macsó, a Stefano fu concessa Nezde nel comitato di Somogy (attualmente una terra desolata vicino a Szólád). L'ultima menzione di Stefano Csák in vita risale al 1269, mentre morte di Béla avvenne l'anno successivo. Se fosse stato ancora in vita a quel tempo, molto probabilmente perse ogni influenza politica e si ritirò nei suoi feudi nel Transdanubio Meridionale dopo l'ascesa al trono magiaro di Stefano V. Stefano Csák si spense certamente prima del 1276.